# Tulpar Air Service
Tulpar Air Service was een Kazachse luchtvaartmaatschappij met haar thuisbasis in Karaganda.

## Geschiedenis
Tulpar Air Service is opgericht in 1998.

## Diensten
Tulpar Air Services onderhoudt lijnvluchten naar:(feb.2007)
Binnenland
- Almaty, Karaganda.

## Vloot
De vloot van Tulpar Air Services bestaat uit:(feb.2007)
- 7 Yakolev Yak-40
- 2 Yakolev Yak-42
- 1 Antonov AN-26B
- 1 Antonov AN-24RV
- 3 Antonov AN-24V